# Klavdia
Klavdia Papadopoulou (em grego:  Κλαυδία Παπαδοπούλου; Aspropyrgos, Grécia; 18 de agosto de 2002), conhecida simplesmente como Klavdia, é uma cantora grega. Representou a Grécia no Festival Eurovisão da Canção de 2025 com a música «Asteromata».

## Carreira musical
Klavdia ganhou destaque em 2018 quando participou na 5.ª temporada do The Voice da Grécia na Skai TV. Durante as audições, interpretou a canção Roxanne dos The Police, e ganhou a aprovação dos quatro jurados e tornou-se parte da equipa de Helena Paparizou. Continuou a sua participação até à fase final do programa, mas não conseguiu qualificar-se para os quatro finalistas.
Pouco depois da sua experiência no concurso de talentos, Klavdia assinou um contrato discográfico com a editora grega Panik Records, com a qual lançou os seus primeiros singles, incluindo «Charamanta», certificado de platina dupla pela IFPI Grécia por 40 000 unidades, e «Vasanizomai». Em 2024, lançou o seu primeiro EP «Klavdia».
A 10 de janeiro de 2025, a emissora pública grega ERT anunciou Klavdia como um dos participantes no Ethnikos Telikos, a nova seleção para decidir o representante da Grécia no Festival Eurovisão da Canção de 2025, com a canção «Asteromata».
Na seleção nacional, que teve lugar a 30 de janeiro de 2025 no Ginásio Olímpico Galatsi, em Galatsi, Klavdia participou no 5º lugar entre 12. Ela obteve o 1.º lugar na votação global dos júris internacionais e no televoto. Deste modo, sagrou-se vencedora do concurso e também a ganhou a possibilidade de representar a Grécia na Eurovisão de 2025 em Basileia, na Suíça.

## Discografia

### EP
- 2024 – Klavdia

### Singles
- 2022 – Lonely Heart
- 2023 – Haramanta
- 2023 – Holy Water
- 2024 – Vasanizomai
- 2024 – Movin' Too Fast (com Playmen)
- 2024 – Nyxta mou megali (com Oge & Arcade)
- 2025 – Asteromata